# Raoul Wallenberg
Raoul Gustaf Wallenberg, född 4 augusti 1912 på Kappsta i Lidingö församling, försvunnen 17 januari 1945 i Budapest i Ungern, var en svensk arkitekt, affärsman och diplomat som är känd världen över för sina framgångsrika insatser för att rädda  judar i det naziockuperade Ungern undan förintelsen under andra världskriget. Som Sveriges särskilda sändebud i Budapest mellan juli och december 1944 utfärdade han skyddspass och skyddade judar i byggnader som betecknades som svenskt territorium vilket räddade tiotusentals och möjligen så många som hundratusen liv.
Under belägringen av Budapest av Röda armén greps Wallenberg den 17 januari 1945 av sovjetiska myndigheter efter misstanke om spionage och försvann därefter. Han rapporterades senare, enligt officiella sovjetiska (och senare även ryska) uppgifter, ha dött den 17 juli 1947 under tiden han satt fängslad i Lubjanka, en byggnad i Moskva som hyste både KGB:s huvudkontor och dess närstående fängelse. Svensken dödförklarades långt senare, 26 oktober 2016, med det formella dödsdatumet enligt praxis satt till den 31 juli 1952 – fem år efter det han ansetts bevisat var vid liv. Motiven bakom Wallenbergs arrestering, fängslande och oklarheter kring hans död har – tillsammans med hans eventuella band till USA:s underrättelsetjänst – förblivit gåtfulla och är alltjämt föremål för spekulationer.
Tack vare sina insatser under förintelsen har Raoul Wallenberg hedrats med en rad humanitära utmärkelser under årtiondena efter sin förmodade död. År 1981 lade den amerikanska kongressledamoten Tom Lantos, som själv var en av dem som räddades av svensken, fram en proposition som efter beslut av kongressen gjorde Wallenberg till amerikansk hedersmedborgare. Samma titel har han förärats också i Kanada, Ungern, Australien liksom i Israel som dessutom har utsett Wallenberg till en av de Rättfärdiga bland folken.
Åtskilliga monument har tillägnats Wallenberg och gator har uppkallats efter honom över hela världen. Raoul Wallenberg-kommittén i USA skapades 1981 för att "föreviga Raoul Wallenbergs humanitära ideal och fredliga mod". Den delar årligen ut Raoul Wallenberg-priset för att premiera personer som utfört gärningar i hans anda. I Sverige finns även skolor, med Raoul Wallenberg som förebild. De har mottot: Ärlighet, Medkänsla, Mod och Handlingskraft.
I juli 2012 förärades Wallenberg av USA:s kongress dess guldmedalj med motiveringen "I ett erkännande av hans insatser och hjältemodiga handlingar under förintelsen".

## Vidare läsning

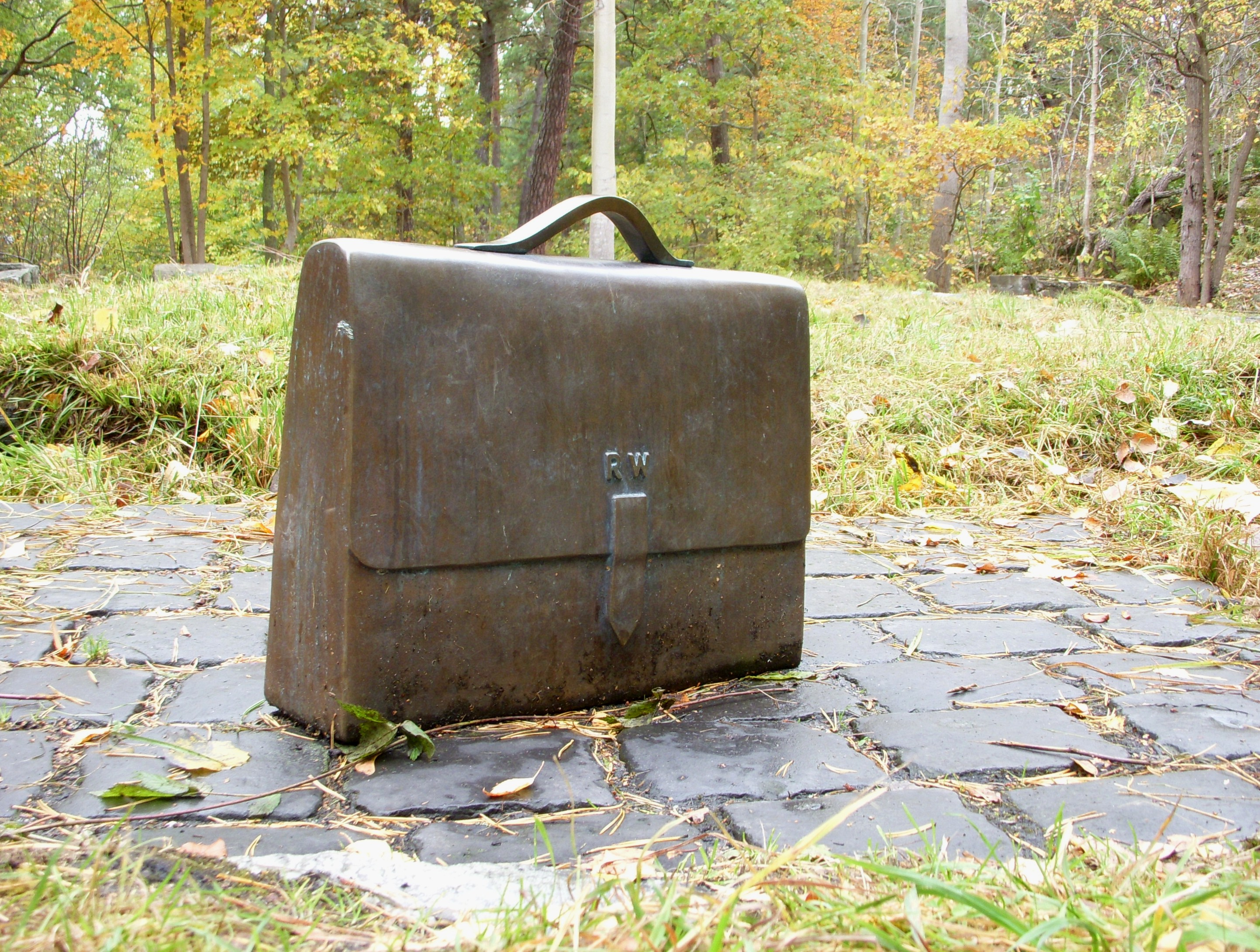
Minnesmärke i form av en portfölj i brons, gestaltad av konstnärerna Ulla Kraitz och Gustav Kraitz, fastmonterad på husgrunden till Raoul Wallenbergs födelsehus Kappsta på Lidingö.

## Biografi

### Uppväxt och karriär
Se även Wallenberg för genealogi.

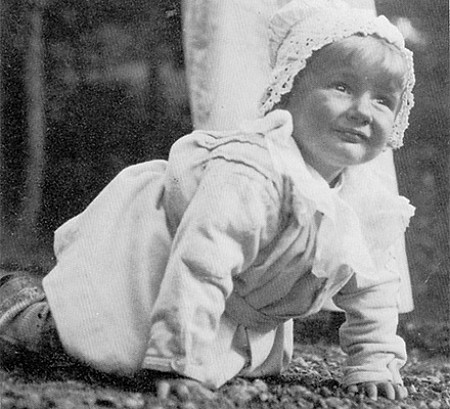
Raoul Wallenberg på Wisingsta villan / Kappsta omkring 1913.

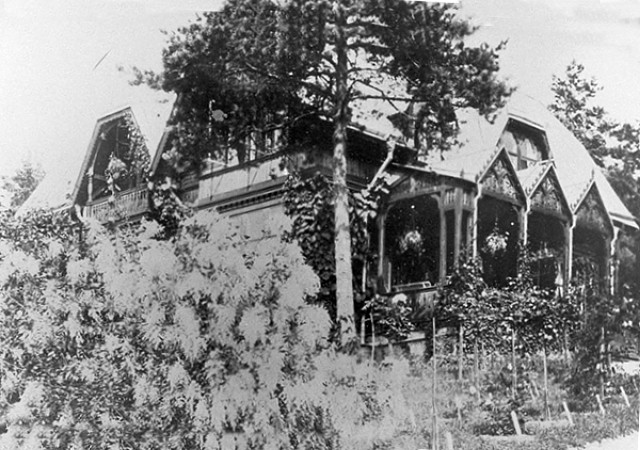
Wisingska villan, Raoul Wallenbergs födelsehus omkring sekelskiftet 1900.

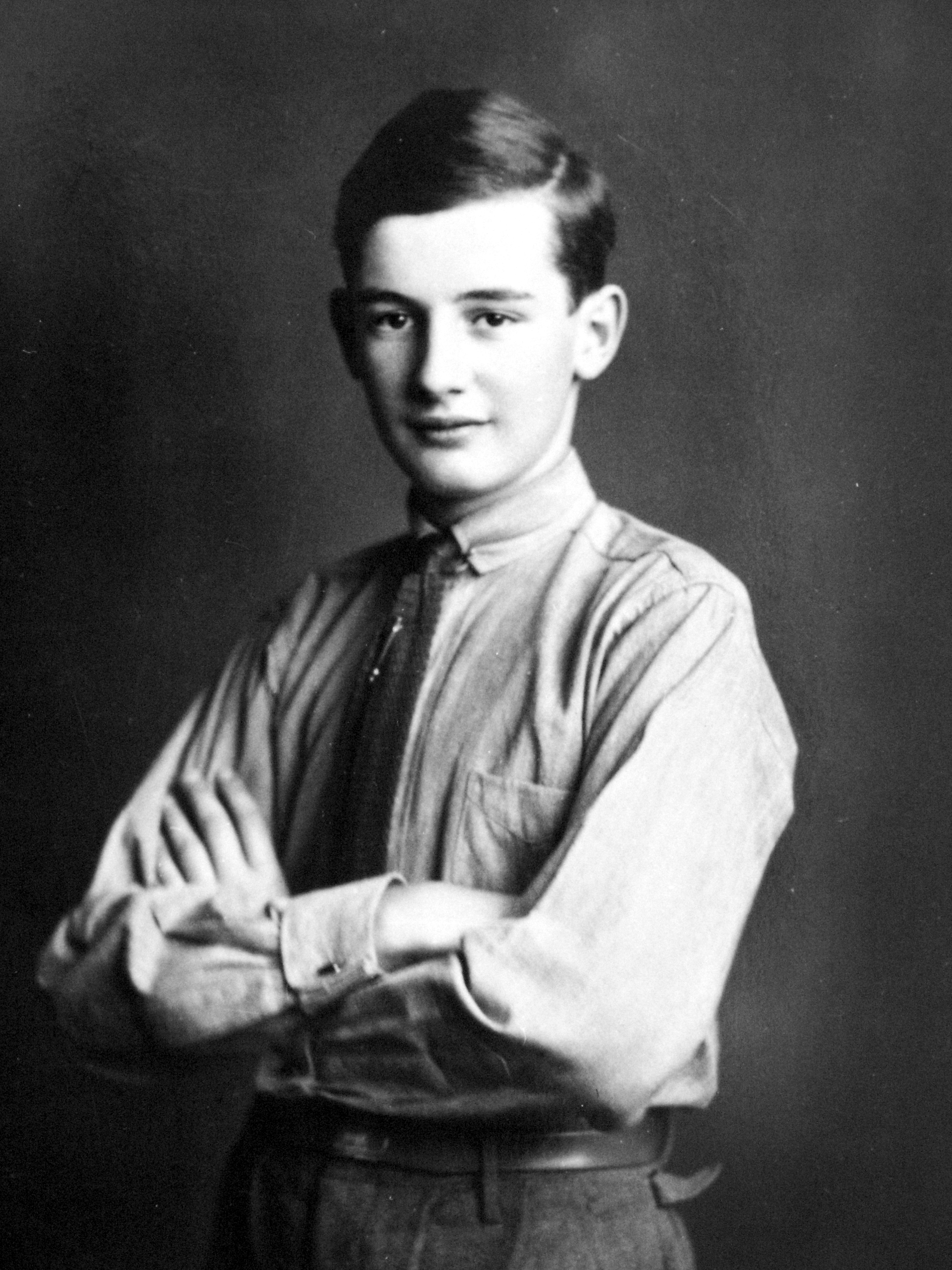
Raoul Wallenberg i sin ungdom.

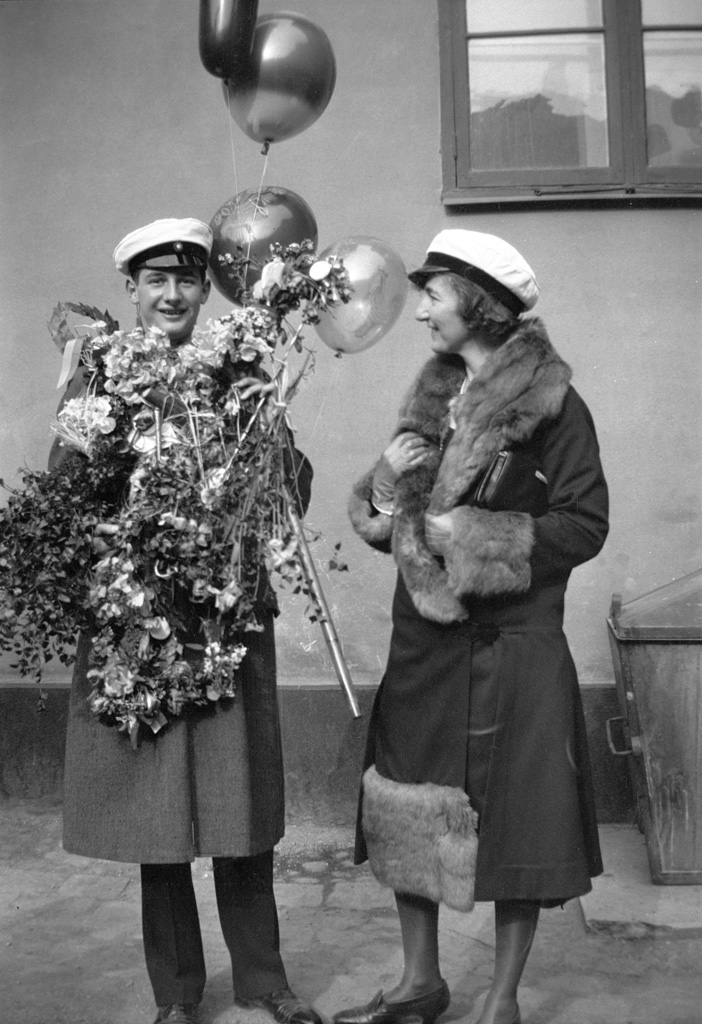
Raoul Wallenberg 1930 som nybliven student utanför Nya Elementar tillsammans med sin mor Maj von Dardel. Fotografiet är taget av Berit Wallenberg, kusin till Raoul Wallenbergs far Raoul Oscar Wallenberg.

Raoul Wallenberg föddes i Wisingska villan  på Lidingö och växte upp i Stockholm. Han var son till underlöjtnanten Raoul Oscar Wallenberg (1888–1912) och Maria Sophie (Maj) Wising (1891–1979) som gift sig år 1911. Modern var delvis av judisk härkomst och yngsta dotter till professor Per Johan Wising. Raoul Wallenbergs farfar var affärsmannen och diplomaten Gustaf Oscar Wallenberg (1863–1937) som i sin tur var son till André Oscar Wallenberg och följaktligen bror till Knut Wallenberg och Marcus Wallenberg sr. Farmodern Annie Adelsköld var adlig. Raoul Wallenbergs far avled i cancer tre månader innan han föddes och modern ingick senare nytt äktenskap 1918 med juristen Fredrik von Dardel, med vilken hon fick Raouls halvsyskon Guy von Dardel och Nina, gift Lagergren.
Då Raoul Wallenberg var faderlös redan vid födseln kom hans farfar Gustaf Wallenberg att dra upp riktlinjerna för hans framtid. Vid födseln 1912 var denne ambassadör i Japan och han ville ge sonsonen en bred internationell utbildning med resor till olika delar av världen och införskaffande av gedigna språkkunskaper. Målet var att få en bra "människokännedom och erfarenhet av livet" för att ge grund för en chefstjänst vid en Sverigeanknuten bank i utlandet.
Wallenberg tog studenten med medelmåttiga betyg men lärde sig tidigt behärska främmande språk. Hans mor ville att han skulle studera juridik vid Harvard University i USA, men Wallenberg valde att utbilda sig till arkitekt vid University of Michigan i Ann Arbor 1931–35. Detta yrke kom han dock aldrig att utöva i någon större omfattning. Efter en kortare vistelse i Sverige skickades han vidare på utbildningsresor arrangerade av farfadern, först till Sydafrika, där han blev försäljare av husgeråd och kemikalier, och sedan till Haifa. Här arbetade han som praktikant inom en bank med holländska intressen, ledd av en av farfaderns bekanta. Där kom han i kontakt med tyska judar som hade flytt undan förföljelserna i Nazityskland. Hans möte med folk av judisk härkomst gjorde honom för första gången medveten om de tyska nazisternas pogromer och han kom att hysa stark sympati för judarnas situation.
Både hans farfar och hans mor hade varit ivriga att få honom att fortsätta sin karriär inom familjens bank, Stockholms Enskilda Bank (SEB), men farbrodern Marcus Wallenberg var skeptisk. Något fast arbete i banken eller inom Wallenberggruppen blev det inte, och Raoul Wallenberg hade svårigheter att hitta ett passande yrke i Stockholm. Hans fars kusiner Marcus och Jacob Wallenberg ställde sitt kontaktnät till sin släktings förfogande för att hjälpa honom komma igång med affärer, först i utlandet och sedan i Sverige. Han fick till exempel ibland tillfälliga uppdrag från Jacob, och 1942 fick han agera mellanhand i korrespondensen mellan denne och den svenska beskickningen i Berlin. Trots Raouls ihärdiga strävan fick han dock ingen permanent anställning i Marcus och Jacobs affärsverksamhet.
I augusti 1941 fick Raoul hjälp av Jacob Wallenberg att skaffa ett arbete på en till affärsmannen Sven Salén knuten liten handelsfirma med fem-sex anställda, ledd av ungraren Koloman Lauer. Firman, Mellaneuropeiska Handelsaktiebolaget, sysslade med export och import av livsmedel mellan Sverige och Ungern. Raoul Wallenberg blev snart utlandsdirektör på firman vilket innebar mycket resande. Till Ungern reste han redan den 6 februari 1942 där han stannade i tre veckor. Nästa färd till landet kom 4 september 1943 och varade till den 13 oktober samma år.

### Situationen i Ungern under första delen av 1944
Fram till den 19 mars 1944 var de ungerska judarna ännu förhållandevis skonade från det öde som deras fränder gick till mötes i det tyskockuperade Europa. Den ungerska regeringen införde en rad hårda antijudiska lagar, men stod emot det tyska kravet att lämna över landets judiska befolkning till Tyskland. Efter Kállay-regeringens makttillträde uppenbarades det för tyskarna att den ungerska regeringens politik gick ut på att dra landet ur kriget och att den hade inlett hemliga fredsförhandlingar med de allierade. En tysk attack mot Ungern, Operation Margarethe I, började förberedas redan i slutet av september 1943, men genomfördes först 19 mars 1944. För att undvika onödig blodspillan avbröt överbefälhavaren Ferenc Szombathelyi – i frånvaro av Miklós Horthy som kallats till möte med Adolf Hitler i Österrike – allt motstånd och tyskarna kunde på så sätt ockupera större delen av landet redan samma dag. Tillsammans med den tyska krigsmakten kom även SS under Adolf Eichmann med uppgift att lösa den så kallade "judefrågan" i Ungern.
Den 24 mars bildades en marionettregering i Ungern under förre Berlinambassadören Döme Sztójay. Denna regering gav sitt stöd till tyskarna för implementeringen av den slutliga lösningen på judefrågan även i Ungern. Under ledning av Eichmann och pilkorsarna startades deporteringarna från de mer avlägsna, östra delarna av landet i mitten av maj 1944. De omfattade alla judar utan undantag. På knappt två månader, mellan den 15 maj och den 8 juli 1944, deporterades 434 351 judar från Ungern under grym behandling. I Budapest genomfördes inga deportationer men i juni beordrades judarna att flytta till hus märkta med den gula stjärnan och en rad begränsningar av deras rörelsefrihet infördes. I början av november tvingades judar från förorten Óbuda ut på en dödsmarsch mot koncentrationsläger i Österrike och samma månad inrättades Budapests getto.

### Raoul Wallenbergs uppdrag i Ungern
Mot bakgrund av den försvårade situationen för Ungerns judar efter den tyska ockupationen 1944 önskade den amerikanska regeringens War Refugee Board i Skandinavien att skicka en person från det neutrala Sverige för att organisera en räddningsaktion. Samtidigt hade Sveriges legation i Budapest på försommaren begärt förstärkning för att klara anstormningen av förföljda judar som sökte svenskt skydd efter den tyska ockupationen och deportationerna av judar från östra Ungern. Legationen var vid denna tidpunkt svagt bemannad. Den leddes av ministern Ivan Danielsson, medan legationssekreteraren Per Anger hade det direkta ansvaret för skyddsfrågorna. Legationens oavlönade kulturattaché Valdemar Langlet utsågs i juni 1944 till delegat för Svenska Röda korset för att driva ett parallellt räddningsprojekt i nära samarbete med legationen. Raoul Wallenberg valdes ut för uppdraget av Iver Olsen, Stockholmsrepresentant för War Refugee Board och för Office for Strategic Services. Detta skedde på förslag av antingen den ungerske köpmannen Koloman Lauer eller skeppsredaren Sven Salén och efter viss tvekan även med Stockholms överrabbin Marcus Ehrenpreis godkännande. Den amerikanske ministern i Stockholm, Herschel Johnson, övertygade det svenska utrikesdepartementet att acceptera Wallenberg för ett uppdrag i Budapest.
Raoul Wallenberg skickades därpå av svenska utrikesledningen till Budapest på ett tvåmånadersuppdrag, där han knöts till den svenska beskickningen som diplomat – försedd med finansiella medel av War Refugee Board. Uppgiften från svenska utrikesdepartementet var inledningsvis endast att följa utvecklingen och rapportera om den, men denna utvidgades efter hand. Wallenberg organiserade snart en humanitär avdelning inom legationen och arbetade aktivt för att utfärda skyddsdokument för att rädda så många judar som möjligt. Sådant arbete hade redan pågått sedan någon tid innan han anlände den 9 juli 1944, både på den svenska och de övriga neutrala legationerna och på den påvliga nuntiaturen. Hans ankomst ledde dock till en kraftigt utökad personalorganisation med lokal personal för att utfärda skyddspass och iordningställa skyddade bostäder. Under hösten fick också legationen förstärkning med annan utsänd personal och Svenska Röda korset fick ytterligare en delegat på plats.
Parallellt hade den schweiziska legationen som representant för Storbritannien ett uppdrag att dela ut uppemot 8 000 så kallade "Palestinacertifikat", vilka gav innehavarna rätt att utvandra till Brittiska Palestinamandatet. Den ungerska regeringen accepterade innehavarna av certifikaten som utländska medborgare och undantog dem från de judiska bestämmelserna. Samtidigt tolkades dessa certifikat av den schweiziska legationen som ett "familjedokument", varför varje dokument kunde ge skydd åt 4–5 personer. Detta resulterade i utfärdandet av nästan 40 000 schweiziska skyddsdokument. För svenska skyddspass satte de ungerska myndigheterna 4 500 som ett maxantal.

### Räddningsaktionerna
Raoul Wallenberg fick under sitt arbete stöd av en grupp inflytelserika judar med Hugo Wohl i spetsen. De hade samlats på den svenska legationen som redan hade påbörjat förhandlingarna med de ungerska myndigheterna om formen för erkännandet av de provisoriska passen och nått viktiga resultat. Hans verksamhet underlättades av den splittrade attityd mot judarna som fanns inom det ungerska samhället och klyftan mellan regeringarna i Ungern och Tyskland. Inom den ungerska överklassen fanns avsmak mot de tyska nazisternas grova pöbel- och populismpolitik, i vilken ingick en brutal judeförföljelse. De ungerska nazisterna, pilkorsarna, blev därmed viktiga allierade för tyskarna samtidigt som man misstrodde pilkorsarnas förmåga att styra landet. Inte heller kunde man sätta in en större ockupationsstyrka då trupperna behövdes på annat håll. Hitler lät därför den åldrige Miklós Horthy stanna kvar som riksföreståndare och samarbetade med honom under ett falskt sken av bevarad ungersk självständighet.
Det faktum att Horthy behöll viss makt gjorde det möjligt för de antityska ungerska kretsarna att i någon mån skydda judarna. När Horthy bestämde sig för att agera mot deportationerna den 7 juli 1944 intog även en del av de tidigare judefientliga ungerska politikerna en mer hjälpsam attityd gentemot Internationella Röda Korsets och de neutrala legationernas räddningsinsatser. De ungerska myndigheterna erkände de provisoriska passen redan före Wallenbergs ankomst. De gav även indikationer om vilken typ av dokument de skulle kunna betrakta som utländska identitets- och resedokument. Efter regeringsskiftet i slutet av augusti 1944 mildrades den ungerska politiken gentemot judarna och man ville visa dessa lättnader som ett led i försöket att närma sig västmakterna. Konsekvensen blev att de ungerska myndigheterna var lätta att övertyga om att acceptera, betrakta och behandla tusentals judar med ungerskt medborgarskap som utlänningar.
Till den ungerska gynnsamma inställning i frågan kom tyskarnas mjukare attityd från och med slutet av augusti 1944 och Sveriges förstärkta position gentemot Tyskland, som i allt högre grad var i behov av en fortsatt svensk neutral hållning. Det administrativa arbetet att utställa skyddspassen sköttes framför allt av frivilliga judar som var fingerat anställda på legationens humanitära avdelning. Dessa gynnsamma omständigheter upphörde dock sedan pilkorsregimen under Ferenc Szálasi gripit regeringsmakten i Ungern den 15 oktober 1944. Den nya regeringens ambitioner att få internationellt erkännande gav dock visst spelrum för de neutrala legationerna och för Internationella Röda Korset att fortsätta räddningsarbetet. Szálasi-regeringen var beredd att erkänna de utländska skyddsdokumenten i samma antal och under samma villkor som den föregående regeringen i utbyte mot politiskt erkännande. Raoul Wallenbergs goda relationer med utrikesminister Gábor Kemény öppnade vägen för direkta förhandlingar med honom, något som gjorde att det till en början blev de svenska skyddslingarna som gynnades. På högsta nivå var det fortfarande den påvlige nuntien Angelo Rotta och Internationella Röda Korsets representant Fredrik Born som hade störst inflytande. Szálasis order den 17 november om att alla judar med utländska dokument skulle överlämnas till respektive beskickning underlättade det kommande räddningsarbetet.
Den svenska legationen fick hjälp från de ungerska myndigheterna att utföra räddningsaktioner så länge som Szálasi-regeringen hoppades på ett svenskt erkännande. Situationen försämrades dock i början av december sedan den svenska regeringen utvisat pilkorsregeringens representant i Sverige. Ännu värre blev den sedan regeringen evakuerats från Budapest. Då upphörde respekten mot diplomaternas immunitet och pilkorsare trängde in på legationerna. Trots viss hjälp från den mer moderata pilkorsledaren Pál Szalai fortsatte terroriserandet av de svenska skyddslingarna. Hundratals avrättades i slutet av december och i början av januari 1945 av okontrollerade pilkorsgrupper.
Efter den sovjetiska arméns inmarsch i Budapest evakuerades den svenska legationens personal av den ryska militären. Vid denna tidpunkt fanns omkring 4 000 personer under svenska legationens beskydd i svenskhusen, och ytterligare 600 anställda med familjer i den humanitära avdelningens kontor och bostadshus. Svenska Röda Korset hade runt 2 500 skyddslingar.
Det finns två alternativa berättelser om hur ghettot räddades. Den ena berättelsen är återgiven av Lévai, och det är Szalai Páls berättelse om hur han den 15 januari fick reda på att en pogrom förbereddes av tyskar och pilkorsare mot ghettot. Han gick då till den tyske generalen Schmidthuber och hotade honom med efterkrigsrepressalier om han tillät pogromen. I vissa av Szalais berättelser framfördes hotelsen i Raoul Wallenbergs namn och i andra fanns även Wallenberg i närheten när detta inträffade. Wallenbergs medarbetare Otto Fleischmann, Judiska Rådets ordförande Lajos Stöckler och flera andra vittnen bekräftade den före detta pilkorsaren Szalais avgörande roll i räddandet av både det internationella och det allmänna ghettot. Szalai berättade dock flera olika varianter om hur han räddade ghettot och det finns även dokument som sätter Szalais berättelse i tvivelsmål. Han påstod till exempel att pilkorsregeringens ställföreträdare i Budapest, Vajna Ernö, inte ville ingripa mot den planerade pogromen. Detta är svårt att tro med hänsyn till Vajnas order den 10 januari som med dödshot förbjöd allt illegalt intrång i det allmänna ghettot. Anledningen till denna order var en klagoskrivelse den 8 januari från ghettots judiska ledning om olika svåra övergrepp, som hade begåtts av kringströvande tyska soldater och pilkorsare eller skurkar som – enligt klagoskriften – missbrukade uniformerna och pilkorsbanderollerna.
Det finns också andra berättelser om hur ghettot räddades. De tyska styrkornas överbefälhavare, Karl Pfeffer-Wildenbruch, uppgav för den ungersk-schweiziske historikern Gosztonyi Péter att stadens pilkorspoliskapten bad honom om hjälp och tillstånd att starta en pogrom mot ghettot strax innan Pest utrymdes av de tyska och ungerska styrkorna. Men Pfeffer-Wildenbruch förbjöd detta och posterade en tysk vaktstyrka framför ghettot vilken stannade kvar tills alla ungerska och tyska trupper lämnat Pest. Enligt Gosztonyi bekräftades denna berättelse även av Charles Lutz.

### Arrestering och försvinnande

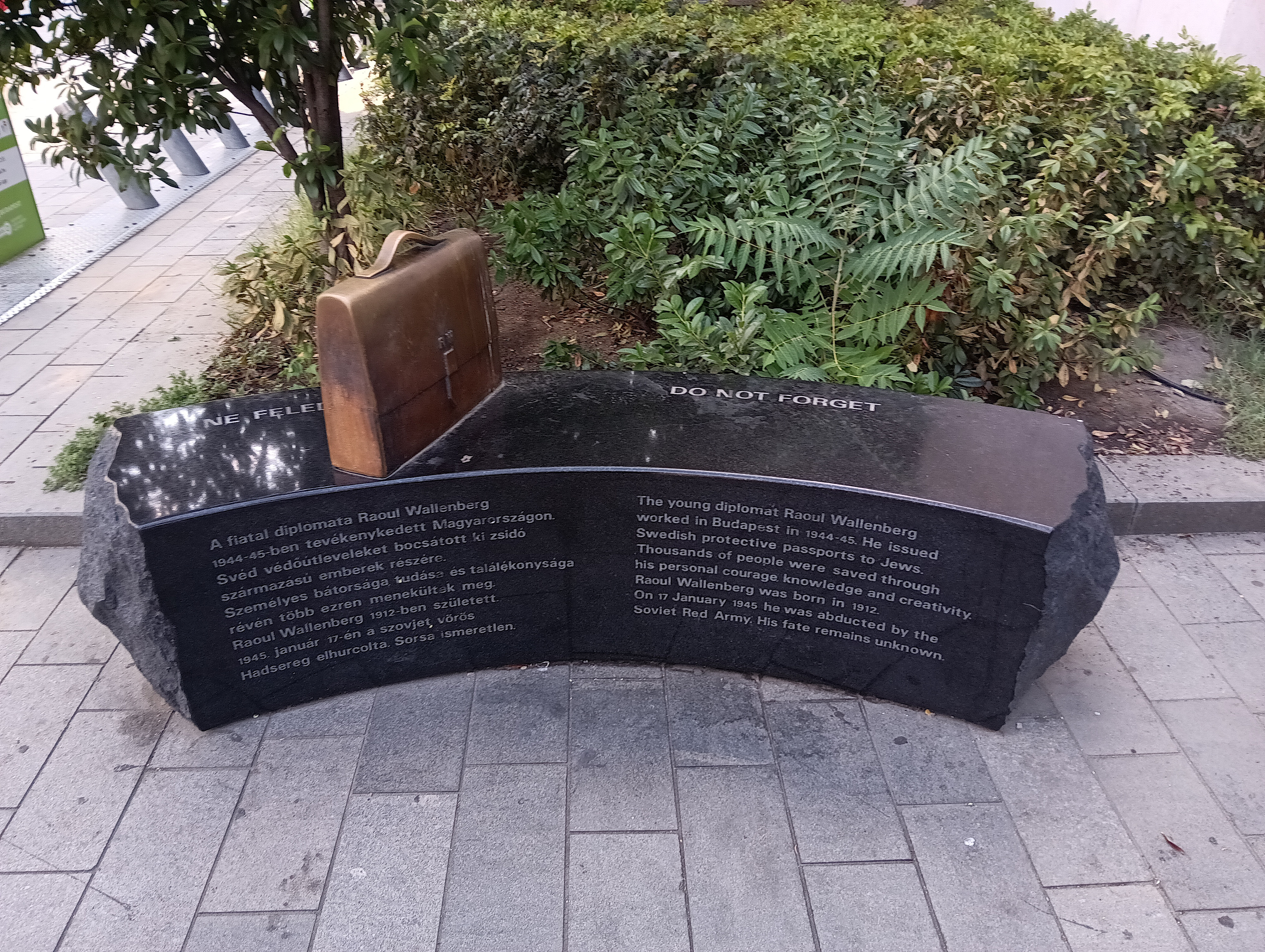
R.W.-attacheväskan vid Deák Ferenc tér i Budapest

Raoul Wallenberg bodde på olika ställen de sista dagarna i Budapest. Den 7 januari övernattade han i den spanska legationens byggnad där han förberedde sig för att resa till Debrecen den 10 januari tillsammans med sin chaufför Vilmos Langfelder. De lastade bilen med förnödenheter och gömde en större mängd guld och juveler i bilen, eventuellt också pengar.
Den 11 januari kom Wallenberg till Internationella Röda Korsets kontor och bad att få bo där några dagar. Nästa dag åkte han till den schweiziska legationen och träffade Palestinakontorets ledare Miklós Krausz. Denne överlämnade till Wallenberg vissa dokument och en större summa pengar. Wallenberg meddelade Krausz att han tänkte åka till staden Debrecen för att bland annat övertyga den ryske överbefälhavaren marskalk Rodion Malinovskij att försöka inta det judiska gettot så snabbt som möjligt. En dag senare, den 13 januari, intogs stadsdelen med Internationella Röda Korsets kontor av de ryska styrkorna och en grupp soldater under en major trängde in i huset. Enligt Berndt Schiller försvann denne major ut ur historien. Enligt ögonvittnen var ryssarna mycket hövliga när Wallenberg legitimerade sig och han åkte frivilligt med dem mot det ryska huvudkvarteret.
Även enligt en rysk rapport till den 30:e sovjetiska armékåren kom Wallenberg frivilligt i kontakt med ryssarna den 13 januari. Rapporten bekräftar att han påträffades i Röda Korskontoret. Att han inte misstänkte onda avsikter visas av att han överlämnade ett telegram till ryssarna, för vidarebefordran till Stockholm, som dessa dock aldrig skickade iväg. I den påföljande ordern den 14 januari, utfärdad av en viss Kuprijanov, står att Wallenberg, som då befann sig hos 151:a infanteridivisionen, skulle vidarebefordras till general Afonin och att hans "kontakter med yttervärlden [skulle] förbjudas". I telegrammet stod handskrivet att Wallenberg ”vägrade att lämna fronten efter att ha förklarat att 7 000 svenska medborgare befann sig under hans ansvar och beskydd i stadens östra del.” Den 15 och 16 januari befann sig Wallenberg hos de sovjetiska militärerna, men den 17 januari beordrade vice försvarsministern Nikolaj Bulganin chefen för den andra ukrainska fronten Malinovskij att Wallenberg skulle arresteras. En kopia av ordern sändes till chefen för det sovjetiska kontraspionaget Smersj, Viktor Abakumov. Enligt ordern skulle Wallenberg föras till Moskva och det meddelades att "vederbörliga instruktioner lämnats till kontraspionaget Smersj". Orsaken till att Wallenberg arresterades har aldrig blivit helt klarlagd men det mesta tyder på att man misstänkte Raoul Wallenberg för spionage .
Både Jenö Lévai och den svensk-ryska arbetsgruppen för Raoul Wallenberg redogjorde för några ögonvittnesberättelser om Wallenbergs sista dag i Budapest. Dessa berättelser verkar vittna om att ordern om att förbjuda Wallenbergs kontakter med yttervärlden inte kom fram till de militärer som hade Wallenberg under sin bevakning den 17 januari. Wallenberg kunde – enligt både László Petö, som var det sista ungerska vittne som såg honom i Budapest, och andra – röra sig tämligen fritt den dagen, och han kunde konversera med sina medarbetare utan ryssarnas direkta närvaro. Sedan reste han bort i sin egen bil, med sin egen chaufför och eskorterad av rysk militär mot staden Debrecen, där den nya ungerska regeringen fanns. Datum den 17 januari kan vara ett felaktigt datum, återgivet genom att osäkra vittnen eventuellt anpassat sina vittnesmål efter andra, som verkade vara mera trovärdiga (som exempelvis László Petös). Det finns ett annat ögonvittne som sätter datum för Raoul Wallenbergs avfärd från Budapest till den 14 januari. Enligt detta vittne återvände den ryske majoren Demtjenko den 15 januari ensam till Rödakorskontoret och angav då att Raoul Wallenberg avrest till styrkornas huvudkvarter. Det finns därefter få tillförlitliga uppgifter om Raoul Wallenbergs senare öde.
En aspekt på omständigheterna vid Raoul Wallenbergs försvinnande är förekomsten av en underrättelseverksamhet för olika staters räkning i Budapest. Enligt den svensk-ryska arbetsgruppen för Raoul Wallenberg är en möjlig orsak till arresteringen en rysk misstanke att Raoul Wallenberg skulle ha bedrivit spionageverksamhet för tysk eller amerikansk/engelsk räkning, en annan en uppfattad antirysk attityd av den svenska legationen och misstanke om skydd av fascister. Sådana anklagelser framfördes även av en av svenska legationens anställda, den ryskspråkige Henry Grossheim-Krisko. Av ryska förhörsprotokoll från mars 1945 och maj 1947 framgår att denne anklagade den svenska legationen för att ha ”tagit fascister’ i sin tjänst samt att ha givit skyddspass till personer som har flytt undan sovjetmakten och till sovjetfientliga personer. Arbetsgruppen ställde sig skeptisk till dessa uppgifter.
I en rapport från SMERSJ den 19 februari 1945 sägs vidare: "Den svenska legationen i Budapest har tagit under sitt beskydd ett betydande antal civila invånare i Budapest...Bland denna kategori finns kända medlemmar ur fascistiska organisationer i Ungern, vissa medarbetare och agenter för fiendens underrättelseväsen och kontraspionage samt andra kontrarevolutionära element vilka håller sig undan de sovjetiska organen." Dessa anställningar kunde ha väckt ryssarnas misstankar. Kommissionen menar att Wallenbergs kontakter med Iver Olsen var kända för ryssarna. Ryssarna påstod även att "Raoul Wallenbergs kontakter med den tyska underrättelsetjänsten var kända i vida kretsar". Bernt Schiller betonar det faktum att Raoul Wallenberg förberedde en stor så kallad Nansenplan för Ungern efter kriget, en plan som ryssarna kan ha funnit subversiv. Om denna plan skrev även Koloman Lauer i ett brev till Jacob Wallenberg från den 8 december 1944.

### Raoul Wallenbergs död
Enligt den ryska så kallade Smoltsov-rapporten dog Raoul Wallenberg i Lubjankafängelset i Moskva 17 juli 1947, vilken Bernt Schiller, makarna Villius, och Helene Carlbäck anser som äkta. Sannolikt avrättades Wallenberg i veckan 17–24 juli, då det finns uppgifter veckan dessförinnan, men ej efteråt. Avrättningen skedde sannolikt av biologen Grigorij Majranovskij, chef för säkerhetstjänstens toxikologiska forskningsgrupp med laboratorium i Lubjankafängelset. Enligt litteraturvetaren Magnus Ljunggren tyder detta på att alla fångar som delat cell med Raoul Wallenberg tvingades ge löften den 22 juli om att aldrig nämna hans namn igen. "Fånge nummer 7" blev inkallad till förhör den 22–23 juli och berättade att Wallenberg blev avrättad i Lubjankafängelset, som historikern Nikita Petrov har information om.
UD skapade en databas gällande dokumenten om Raoul Wallenberg 1944. Databasen innehåller mer än 1000 dokument. Där finns en kopia av den så kallade Smoltsov-rapporten. Smoltsov var chefsläkare på fängelset, han rapporterade 1947 att Wallenberg avlidit under natten. Smoltsov menade att Wallenberg avlidit till följd av en hjärtinfarkt, säger Harald Hamrin. Omständigheterna kring Wallenbergs död (avrättning) saknar historisk hållbar dokumentation och inga säkra identifikationer (av medfångar med flera som nämns ovan) finns belagda.[källa behövs]
Det arkivmaterial som påstås saknas har ersatts med teorier. Visst källmaterial talar för att Wallenberg inte dog på det sätt som de ryska myndigheterna uppger. 2012 återfanns dagböcker av den före detta KGB-chefen Ivan Serovs i vilka han skriver "Jag har inga tvivel på att Wallenberg likviderades 1947".
2016 begärde Raoul Wallenbergs anhöriga att han skulle dödförklaras, och den 29 mars 2016 publicerade skatteverket en kungörelse där Raoul Wallenberg uppmanades att "senast den 14 oktober 2016 anmäla sig hos Skatteverket". I oktober 2016 dödförklarades han av Skatteverket, som död 31 juli 1952. Datumet fastställdes eftersom det var den sista dagen i månaden fem år efter den sista kända rapporten om att Raoul Wallenberg var i livet.

## Den svenska utrikesledningens insatser
Den svenska regeringen tillsatte 2001 en kommission med uppgift att utreda den svenska utrikesledningens agerande i fallet Raoul Wallenberg. Kommissionen presenterade sitt slutbetänkande Ett diplomatiskt misslyckande: Fallet Wallenberg och den svenska utrikesledningen, SOU 2003:18, i februari 2003.
Bedömningen av den svenska utrikesledningens bristande insatser och senfärdighet är hård, särskilt beträffande Sveriges Moskvaambassadör Staffan Söderbloms hantering. Även Sveriges dåvarande utrikesminister Östen Undén kritiseras av kommissionen.

## Minnen och eftermäle

### Raoul Wallenberg 100 år
Den 4 augusti 2012 skulle Raoul Wallenberg fyllt 100 år. För att minnas Raoul Wallenbergs gärningar hölls evenemang som Ljusmanifestationen och Högtidlighållandet av Raoul Wallenbergs 100-årsdag.

### Raoul Wallenbergs dag
Den 27 augusti är sedan 2013 Raoul Wallenbergs dag.

### Utmärkelser och minnesmärken i urval

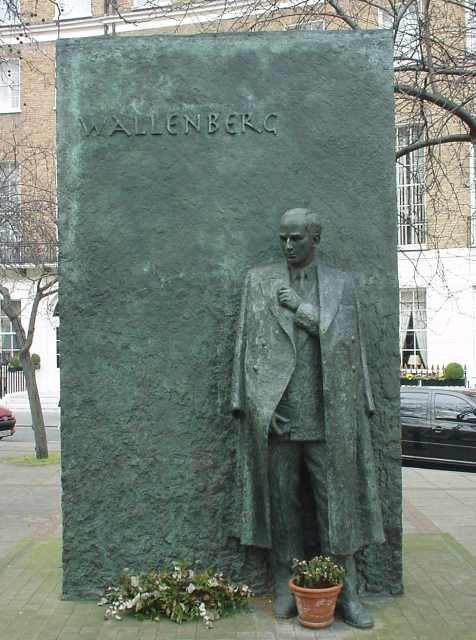
Minnesmärke över Raoul Wallenberg, Great Cumberland Place, London.

- Den israeliska staten gav Raoul Wallenberg utmärkelsen Rättfärdig bland folken 1963.
- Frimärken med hans bild har getts ut bland annat i USA
- Gatan vid USA:s förintelsemuseum i Washington D.C har döpts till Raoul Wallenbergs plats. Gator och andra platser i hans namn finns också i ett antal andra städer i många länder
- Raoul Wallenberg Institute of Human Rights and Humanitarian Law inrättades vid Lunds universitet 1984 [58]
- Skolor namngivna efter Raoul Wallenberg finns i Argentina, Brasilien, Ecuador, på olika håll i Sverige (Raoul Wallenbergskolan), Tyskland, Ungern, Uruguay, USA och Venezuela
- Skulpturer har satts upp i ett stort antal länder.
- Som andra utlänning efter Winston Churchill utsågs Raoul Wallenberg 1981 till amerikansk hedersmedborgare, år 1985 blev han kanadensisk hedersmedborgare och 1986 israelisk hedersmedborgare. Han är även ungersk och australisk hedersmedborgare.

### Skildringar
Raoul Wallenbergs insatser i Budapest skildrades i flera filmer, bland annat i God afton herr Wallenberg – En passionshistoria från verkligheten (1990) av Kjell Grede. I Gredes film skildras även händelser som inte är dokumenterade eller som inte ägt rum (som till exempel Raoul Wallenbergs samtal med general Schmidthuber i slutet av filmen, ett samtal som skulle ha lett till räddandet av det allmänna ghettot i Budapest).
History Channel har även gjort en dokumentär om honom, Dead Men’s Secrets: Whatever Happened to Raoul Wallenberg? DVD.
Erkki-Sven Tüürs opera Wallenberg handlar om hans liv.
Teaterföreställningen Efter Raoul – Om detta må vi också berätta av Jenny Nörbeck hade premiär våren 2013. Den handlar bland annat om varför Sverige inte gjorde mer för att få Raoul Wallenberg fri.